# Antonio de Zamora
Antonio de Zamora, voller Name Antonio de Zamora y Calderón de la Barca, (* 1. November 1660 in Madrid; † 7. Dezember 1727 in Ocaña) war ein spanischer Dramatiker.

## Leben
Der Anhänger Karls II. von Spanien war ab 1694 Hofdichter am spanischen Hof und später Kammerherr Philipps V. Seine Schauspiele schrieb er in der Art Calderóns.

## Werke
Einzelne Theaterstücke
- Muerte en amor es la ausencia. Madrid 1697 (eine Komödie in drei Akten)
- No hay plazo que no se cumpla ni deuda que no se pague y convidado de piedra. Madrid 1714 (oder 1722).
  - Deutsch: Jede Frist läuft ab und jede Schuld wird bezahlt und Der steinerne Gast (eine frühe Behandlung des Don-Juan-Themas, bei dem der Ausgang schon offengelassen wird).

Sammelwerke
- Comedias nuevas con los mismos saynetes con que se executaron. Olms, Hildesheim 1975, ISBN 3-487-05444-2 (Nachdruck der Ausgabe Madrid 1722).
- Rafael Martín Martínez (Hrsg.): Teatro breve. Entremeses (= Teatro breve español; 2). Verlag Vervuert, Frankfurt/M. 2005, ISBN 3-86527-173-1.